# Hammond (Indiana)
Hammond é uma cidade localizada no estado americano de Indiana, no Condado de Lake.

## Geografia
De acordo com o United States Census Bureau, a cidade tem uma área de 64,4 km², dos quais 59 km² estão cobertos por terra e 5,5 km² por água.

### Localidades na vizinhança
O diagrama seguinte representa as localidades num raio de 8 km ao redor de Hammond.

## Demografia
Segundo o censo nacional de 2010, a sua população é de 80 830 habitantes e sua densidade populacional é de 1 370 hab/km². É a quinta cidade mais populosa de Indiana. Possui 32 945 residências, que resulta em uma densidade de 558,39 residências/km².